# Juliusz Zawirski
Juliusz Zawirski (ur. 10 października 1927 w Krakowie, zm. 20 czerwca 2003 tamże) – polski aktor teatralny i filmowy.

## Życiorys
Absolwent Państwowej Wyższej Szkoły Aktorskiej w Krakowie (1952). Członek zespołów teatralnych: Teatru Wybrzeże w Gdańsku (1952-1954), Teatru Ziemi Opolskiej w Opolu (1954-1970) oraz Teatru im. Juliusza Słowackiego w Krakowie (1970-1989). Wystąpił także w sześciu spektaklach Teatru Telewizji (1972-1989) oraz jedenastu audycjach Teatru Polskiego Radia (1956-1983).
W 1967 roku otrzymał nagrodę Wojewódzkiej Rady Narodowej w Opolu za upowszechnianie kultury.

## Filmografia
- Najważniejszy dzień życia (1974) - woźny (cz. 6 "Broda")
- Gdzie woda czysta i trawa zielona (1977) - urzędnik